# Cupids
Cupids est une ville de Terre-Neuve-et-Labrador, au Canada.  Elle est située à proximité de la baie de la Conception. 
Elle est aussi connue sous le nom de Coopers, Copers Cove, Cuper's Cove, et Cuperts. C'est l'une des plus anciennes colonies européennes d'Amérique du Nord, établie par l'Anglais John Guy en 1610 avec l'installation de 39 colons venus de Bristol.
Au recensement de 2016, on y a dénombré 743 habitants.

## Compléments